# Curt von Pfuel

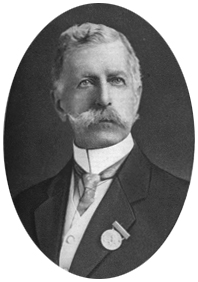
Curt von Pfuel

Curt Wolf von Pfuel (auch Kurt; * 28. September 1849 in Potsdam; † 16. Juli 1936 ebenda) war ein preußischer General der Kavallerie, Generalinspekteur des Militärerziehungs- und Bildungswesens sowie Vorsitzender des Zentralkomitees der deutschen Vereine vom Roten Kreuz.

## Herkunft
Pfuel stammte aus dem alten, in Jahnsfelde in der Märkischen Schweiz ansässigen Adelsgeschlecht von Pfuel. Er war der Sohn des Generalmajors Wolf von Pfuel (1809–1866) und der Marie von Lamprecht (1823–1860) sowie der Enkelsohn des preußischen Ministerpräsidenten Ernst von Pfuel. Der Generalleutnant Maximilian von Pfuel war sein Vetter. Sein Urgroßvater Ludwig von Pfuel, war der Hofmarschall des Prinzen Friedrich Wilhelm von Preußen.

## Leben

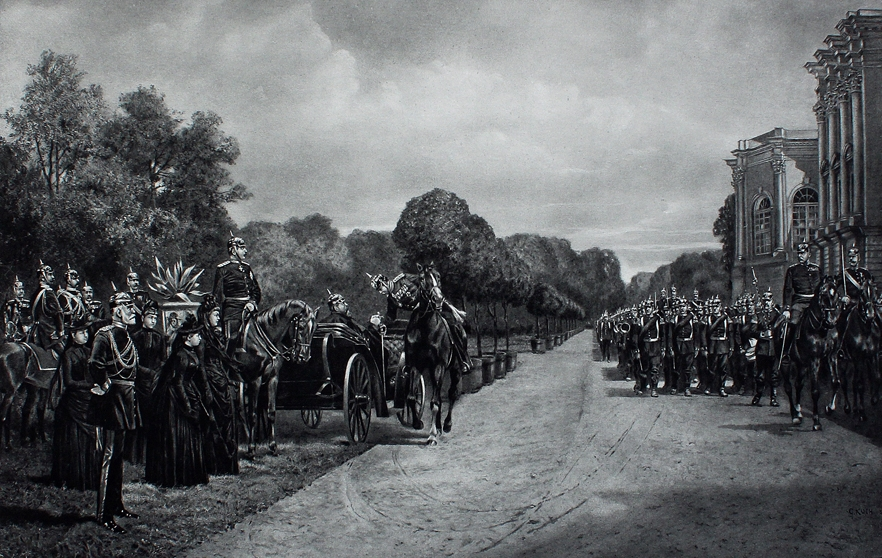
V. l. n. r. von Schmeling, von Bissing, von Pfuel, von Petersdorff, die Prinzessinnen Margarethe und Sophie, von Winterfeld, Prinzessin Viktoria, Kronprinzessin Augusta Viktoria, Kronprinz Wilhelm, Kaiser Friedrich III., von Wilczeck, von Böcklin, im Park des Schloss Charlottenburg, 29. Mai 1888

Nach dem Besuch der Gymnasien in Düsseldorf, Berlin und Stettin, studierte er Rechtswissenschaften an der Georg-August-Universität in Göttingen, wo er auch promovierte. Er war Mitglied des Corps Saxonia („Göttinger Sachsen“).
Bei Ausbruch des Deutsch-Französischen Krieges trat Pfuel 1870 als Fahnenjunker in das Thüringische Husaren-Regiment Nr. 12 ein und machte mit diesem den letzten Teil des Feldzuges mit. Am 18. Januar 1871 wurde er zum Fähnrich, am 15. April 1871 zum Sekondeleutnant befördert. Nach vorübergehendem Kommando zur Kriegsakademie (1875/78) kam er bis 1883 in das Westfälische Ulanen-Regiment Nr. 5 nach Düsseldorf. Im Mai 1883 wurde er als Hauptmann in den Großen Generalstab versetzt und im Oktober des gleichen Jahres zum Militärattaché in Madrid ernannt. Im Januar 1885 kehrte er nach Deutschland zurück und war dann bis 1889 persönlicher Adjutant des Prinzen Wilhelm  bzw. nach dessen Thronbesteigung als Kaiser Wilhelm II. dessen Flügeladjutant. Im Jahr 1889 wurde Pfuel als Major und etatmäßiger Stabsoffizier in das Leib-Kürassier-Regiment „Großer Kurfürst“ (Schlesisches) Nr. 1 eingereiht, war dann Kommandeur des Königs-Ulanen-Regiment (1. Hannoversches) Nr. 13. 1894 wurde er zum Oberstleutnant, 1896 zum Oberst befördert und am 27. Januar 1898 zum Kommandeur der 20. Kavallerie-Brigade in Hannover ernannt. Er wurde 1899 Generalmajor sowie 1903 Generalleutnant und Kommandeur der 28. Division in Karlsruhe.

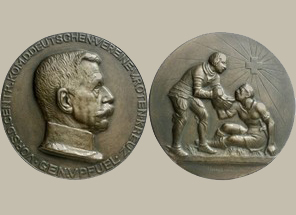
General von Pfuel, Vorsitzender des Zentralkomitees der deutschen Vereine vom Roten Kreuz.

Im Jahr 1906 übernahm er die Funktion des Generalinspekteurs des Militärerziehungs- und Bildungswesens. Gleichzeitig wurde er stellvertretender Präsident des Reichsmilitärgerichts. 1908 wurde Pfuel General der Kavallerie. In Genehmigung seines Abschiedsgesuches wurde Pfuel am 12. März 1910 mit der gesetzlichen Pension zur Disposition und gleichzeitig à la suite des Königs-Ulanen-Regiment (1. Hannoversches) Nr. 13 gestellt.
Während des Ersten Weltkrieges war Pfuel Vorsitzender des Zentralkomitees der deutschen Vereine vom Roten Kreuz.

## Familie
Curt Wolf von Pfuel heiratete am 25. Januar 1886 in Montreux Anna Gräfin von der Groeben.

## Werke
- German Red Cross in the World War. In: Current History Magazine. Band 5 (November 1916), S. 278–280.